# Gabinete (España)
En España, los Gabinetes son órganos de apoyo tanto político como técnico para los altos funcionarios de la Administración General del Estado, incluyendo al presidente del Gobierno, vicepresidentes, ministros y secretarios de Estado. El papel principal de estos órganos es proporcionar asesoramiento y apoyo en la ejecución de las tareas políticas y parlamentarias de estos funcionarios, así como en sus relaciones con diversas instituciones y la organización administrativa.

## Descripción

### Restricciones y facultades
Aunque desempeñan un papel significativo en la administración, los Gabinetes y sus miembros no tienen la facultad de tomar decisiones, que legalmente corresponden a los órganos de la Administración General del Estado o de las organizaciones afiliadas. Sin embargo, pueden asistir o formar parte de los órganos colegiados encargados de tomar decisiones administrativas. Los directores de los Gabinetes, además, pueden emitir actos administrativos que son inherentes a su cargo de liderazgo dentro de la unidad que dirigen.

### Regulación y estructura
La regulación de los Gabinetes se rige por la Ley del Gobierno y el Real Decreto que desarrolle este aspecto, actualmente el Real Decreto 1009/2023, de 5 de diciembre, por el que se establece la estructura orgánica básica de los departamentos ministeriales. A esta regulación escapa el Gabinete del Presidente del Gobierno, que se regula por Real Decreto del Presidente del Gobierno.
En el siguiente cuadro se puede ver la regulación actual de los gabinetes, en función de a quién asesoren:
|                                                    | Presidente del Gobierno | Vicepresidente del Gobierno | Ministro          | Secretario de Estado |
| -------------------------------------------------- | ----------------------- | --------------------------- | ----------------- | -------------------- |
| Titular                                            | Director                | Director                    | Director          | Director             |
| Nivel administrativo                               | Secretaría de Estado    | Subsecretaría               | Dirección General | Subdirección General |
| Número máximo de asesores (sin contar al director) | Sin límite.             | 9                           | 5                 | 3                    |

### Nombramiento y retribución
Los directores de Gabinete son designados de acuerdo con un nivel orgánico determinado reglamentariamente, mientras que la situación y el grado administrativo de los demás miembros del Gabinete se determinan en función de la legislación aplicable. El Consejo de Ministros es el encargado de establecer las remuneraciones de los miembros del Gabinete, de acuerdo con las asignaciones presupuestarias establecidas para ello, siempre en consonancia con las remuneraciones de la Administración General del Estado.

### Procedimientos de nombramiento y cese
El proceso de nombramiento y destitución de los directores de gabinete es distinto según el cargo del que dependen. Los directores de los Gabinetes del Presidente, de los Vicepresidentes y de los Ministros son nombrados y destituidos por Real Decreto aprobado en Consejo de Ministros. Por otro lado, los Directores de Gabinete de los Secretarios de Estado son nombrados por Orden Ministerial, previo conocimiento del Consejo de Ministros.
Los Directores de los Gabinetes cesan automáticamente cuando cesa el titular del cargo del que dependen, aunque en el caso de un Gobierno en funciones, estos directores continuarán en su cargo hasta la formación del nuevo Gobierno.

### Derechos del personal incorporado
El personal, tanto funcionario como no funcionario, que se incorpora a estos Gabinetes tiene derecho a diversas protecciones y beneficios según su legislación específica, como la reserva del puesto y antigüedad, y puede optar por permanecer en servicio activo en su Administración de origen.

## Gabinete Técnico
Además de los gabinetes mencionados, es común dentro de la Administración española que los órganos con rango de Subsecretaría posean un Gabinete Técnico, un órgano con funciones similares a los anteriores pero formados por funcionarios y con tareas puramente técnicas. Asimismo, algunos ministros, como el ministro de Defensa, poseen un Gabinete Técnico, además de uno político.